# Clathranachis angusta
Clathranachis angusta is een slakkensoort uit de familie van de Columbellidae. De wetenschappelijke naam van de soort is voor het eerst geldig gepubliceerd in 1886 door G.B. Sowerby III.